# God’s Army (Myanmar)
God’s Army ist eine Rebellengruppe in Myanmar, dem ehemaligen Birma.
God’s Army wurde 1997 als eine Splittergruppe der Karen National Union gegründet. Sie setzte sich für die Unabhängigkeit des Kayin-Staats von Myanmar ein. Ihre Mitglieder wurden als christliche Fanatiker und sogar als christlich-fundamentalistische Terroristen bezeichnet. Die Gruppe wurde im Jahr 2000 durch die Geiselnahmen in der myanmarischen Botschaft in Bangkok, Thailand und im Krankenhaus in Ratchaburi, Thailand, bekannt. Laut offiziellen Verlautbarungen wird die Organisation von den Zwillingsbrüdern Johnny und Luther Htoo geführt. Diese waren jedoch bei der Gründung der Gruppe nicht einmal zehn Jahre alt. Im Jahre 2001 galt die Gruppe als von myanmarischen und thailändischen Truppen zerschlagen. Die beiden Brüder ergaben sich im Januar 2001 den thailändischen Behörden.